# 潘炕
潘炕（9世纪—10世纪），字凝梦，五代十国时期前蜀官员，任内枢密使。

## 背景及效力王建
潘炕出生时间和地点都无载，祖上来自河西地区。潘炕为人有器量，家人不曾看到他喜怒。
武成三年（910年）二月，潘炕在前蜀开国皇帝王建手下任宣徽南院使时，王建之子太子王宗懿和内枢密使唐道袭的冲突公开化，都弹劾对方有罪，王建意图派唐道袭离开都城成都任山南节度使以化解纠纷，要唐道袭推荐替任者，唐道袭最初提名潘炕的同僚宣徽北院使郑顼。但郑顼受到委任的第二天就开始着手调查唐道袭的兄弟们盗用内库金帛之事。唐道袭惊惧，对王建奏称郑顼性格褊急，不可大任。王建听信了，出郑顼为果州刺史，任潘炕为内枢密使。
永平元年（911年），王建任潘炕为武泰节度使兼侍中，改任其弟宣徽南院使潘峭为内枢密使。潘炕、潘峭同掌机要，号大枢小枢。
三年（913年），已被召回成都的唐道袭和已改名王元膺的王宗懿之间的旧怨白热化。七夕节前夕，王元膺召诸王大臣宴饮，王建养子集王王宗翰、潘峭、翰林学士承旨毛文锡没到场。王元膺发怒了，认为是潘峭和毛文锡让王宗翰疏远了自己。次日，他向王建弹劾二人离间兄弟，王建起初信了，下令贬逐二人，再任潘炕为内枢密使。但后来，唐道袭弹劾王元膺谋反，两人最终兵戎相见，唐道袭被杀，但王建在潘炕劝说下面谕大将，王元膺军崩溃，王元膺本人也被一士兵所杀。
王元膺死后，十月，潘炕一直请求王建立新太子。王建误以为幼子郑王王宗衍得绝大多数官员支持，选立为太子。此事后，潘炕称朝廷无事，请求退休。王建本不同意，但潘炕哭泣再请，王建同意了。但即使潘炕退休了，王建也常派使者咨询他重要事务。

## 王建死后
光天元年（918年），王建崩，王宗衍继位，随即改名王衍。尽管其子内皇城使潘在迎成为王衍的知名狎客之一，潘炕却没有回归朝廷，也没有他继续介入国政的记载。咸康元年（925年），前蜀被东北邻国后唐所灭后，潘炕也降后唐，被任为蜀州刺史。大约天成二年（927年），潘炕在夔州刺史任上被罢官。这是史籍对潘炕的最后记载，他的卒年不详。

## 軼事
潘炕有一至爱美妾名叫赵解愁，有国色，善为新声。王建曾来潘炕官邸，对他说：“朕的宫里没有她这样的人。”希望潘炕把她献给他。潘炕答：“这只是臣下的贱人，不敢让她玷污了至尊。”潘峭举西晋石崇和其寵妾绿珠的例子劝他献出解愁以免灾祸，潘炕说：“人生贵在适意，岂能因为怕死而不随心所欲？”人们因此敬仰他的操守。然而潘炕也正是因为宠爱解愁而得了花柳病。

## 评价
- 《十国春秋》论曰：两潘敏于吏事，颇知大体，洵所谓玉友金昆者也。